# Рябинкин, Борис Александрович
Борис Александрович Рябинкин (8 августа 1917, Харбин, Китайская Республика — 24 февраля 2009, Санкт-Петербург, Российская Федерация) — советский и российский архитектор. Посвятил работе в строительной отрасли более 72 лет: в проектных организациях «ИМВ-1» и «Гипроприбор» — 38 лет, в экспертизе — 34 года. Лауреат премии Совета Министров СССР.

## Биография
В 1941 г. окончил теоретический курс в Ленинградском инженерно-строительном институте (ЛИСИ). В 1949 г. защитил диплом ЛИСИ по специальности «архитектура».
С 1949 г. возглавлял комплексную бригаду проектирования промышленных и гражданских объектов Министерства приборостроения. Параллельно принимал участие в создании филиалов института «Гипроприбор» (в Пензе, Ярославле) и на протяжении двух лет работал в должности главного инженера в создаваемом филиале в Орле.
С 1956 г. — начальник и главный архитектор строительного отдела института «Гипроприбор» (Ленинград). Под его руководством спроектированы современные приборостроительные, часовые, ювелирные заводы, дома отдыха и санатории в СССР, а также ряд производственных объектов за рубежом: в Китае, Индии, Кубе, Польше и Болгарии.
С 1979 г. — в ГлавАПУ, далее — заместитель начальника Управления государственной экспертизы. Под его руководством экспертизу прошли такие проекты, как «Балтийская Жемчужина», больница Кировского завода, реконструкция здания памятника архитектуры по адресу набережная реки Мойки, 72 и многие другие.
С 2001 года — советник начальника Службы государственного строительного надзора и экспертизы, с 2009 г. — советник директора ГАУ «Центр государственной экспертизы».
Похоронен во Всеволожском районе Ленинградской области на кладбище «Красная горка».

## Награды и звания
Кавалер ордена Дружбы.
Лауреат премии Совета Министров СССР, почетный архитектор России.